# Södra Petertjärn
Södra Petertjärn är en sjö i Härjedalens kommun i Härjedalen och ingår i Göta älvs huvudavrinningsområde. Södra Petertjärn ligger i Rogen Natura 2000-område. Vid provfiske har elritsa fångats i sjön.